# ギャズ語
ギャズ語（ギャズご）は、インド・ヨーロッパ語族インド・イラン語派のイラン語群西イラン語群北西イラン語群に属す言語である。ガズ語、ジャズ語とも呼ばれる。エスファハーン州シャーヒンシャフレ・メイメ郡ギャズで話されている。